# Justin Johnson
Pour les articles homonymes, voir Justin et Johnson.
Justin Blake Johnson, né le 23 mai 1996 à Bowling Green, Kentucky, est un joueur américain de basket-ball. Il évolue au poste d'ailier fort.

## Biographie

### Carrière universitaire
Entre 2014 et 2018, il joue pour les Hilltoppers à l'université de Western Kentucky.

### Carrière professionnelle

#### Dinamo Academy Cagliari (2018-2019)
Le 21 juin 2018, lors de la draft 2018 de la NBA, automatiquement éligible, il n'est pas sélectionné.
Le 16 juillet 2018, il signe son premier contrat professionnel en Italie avec le Dinamo Academy Cagliari en deuxième division du championnat italien. Sur la saison 2018-2019, il a des moyennes de 16,7 points, 9,2 rebonds et 1,3 passes décisives sur 29 matches disputés.

#### Pistoia (2019-2020)
Le 11 juillet 2019, il reste en Italie et signe avec le Pistoia Basket 2000 en première division du championnat italien.
La saison 2019-2020 a une triste fin en raison de la COVID-19 et la relégation de son équipe en Serie A2 pour la saison 2020-2021.

#### Reggio Emilia (depuis 2020)
Le 19 août 2020, il continue son parcours en Italie et signe un contrat d'un an avec le Reggio Emilia.
Le 21 juillet 2021, il prolonge son contrat de deux ans avec Reggio Emilia.

## Statistiques

### Universitaires
Les statistiques en matchs universitaires de Justin Johnson sont les suivantes :
| Saison    | Équipe           | Matchs | Titul. | Min./m | % Tir | % 3pts | % LF | Rbds/m. | Pass/m. | Int/m. | Ctr/m. | Pts/m. |
| --------- | ---------------- | ------ | ------ | ------ | ----- | ------ | ---- | ------- | ------- | ------ | ------ | ------ |
| 2014-2015 | Western Kentucky | 31     | 31     | 15,5   | 50,4  | 0,0    | 43,3 | 4,06    | 0,71    | 0,42   | 0,45   | 4,81   |
| 2015-2016 | Western Kentucky | 34     | 26     | 28,9   | 60,1  | 11,1   | 67,5 | 7,94    | 1,41    | 0,47   | 0,56   | 14,91  |
| 2016-2017 | Western Kentucky | 32     | 31     | 31,4   | 52,3  | 38,8   | 55,4 | 9,47    | 2,03    | 0,34   | 0,56   | 14,50  |
| 2017-2018 | Western Kentucky | 38     | 38     | 34,6   | 51,6  | 41,6   | 56,9 | 9,45    | 1,26    | 0,71   | 0,74   | 15,71  |
| Total     |                  | 135    | 96     | 28,0   | 53,9  | 38,5   | 58,0 | 7,84    | 1,36    | 0,50   | 0,59   | 12,72  |

## Palmarès
- First team All-Conference USA (2018)
- Second team All-Conference USA (2017)